# Bonapartes papegaaiduif
De Bonapartes papegaaiduif (Treron griseicauda) is een vogel uit de familie Columbidae (duiven). De Nederlandse naam verwijst naar de Franse ornitholoog Karel Lucien Bonaparte die deze vogel in 1855 heeft beschreven.

## Verspreiding en leefgebied
Deze soort komt voor op Java en Sulawesi en telt vijf ondersoorten:
- T. g. sangirensis: de Sangihe-eilanden (nabij noordoostelijk Sulawesi).
- T. g. wallacei: Sulawesi, Banggai en de Sulu-eilanden.
- T. g. vordermani: Kangean (noord van Bali).
- T. g. pallidior: Kalao, Kalaotoa, Tanahjampea (tussen Sulawesi en Flores).
- T. g. griseicauda: Java en Bali.